# Charlotte Amalie af Danmark
 Der er flere personer med dette navn, se Charlotte Amalie af Danmark (flertydig).
Prinsesse Charlotte Amalie af Danmark-Norge (6. oktober 1706 – 28. oktober 1782) var en dansk prinsesse, der var datter af Frederik 4. og hans dronning Louise.
Hun lod Charlottenlund Slot ombygge, som også er opkaldt efter hende.

## Biografi
Prinsesse Charlotte Amalie blev født den 6. oktober 1706 på Københavns Slot som datter af kong Frederik 4. i hans ægteskab med Louise af Mecklenburg-Güstrow. Prinsesse Charlotte Amalie forblev ugift og forblev hele sit liv i Danmark, hvor hun deltog aktivt i hoflivet.
I modsætning til sin bror, kong Christian 6. havde hun et godt forhold til sin stedmoder Anna Sophie Reventlow, og hun modsatte sig, at Anne Sophie blev behandlet for hårdt.I Christian 6.'s tid havde hun en apanage på 12.000 rigsdaler om året. Hun boede om sommeren sædvanligvis på Charlottenlund Slot, der tidligere hed Gyldenlund (opkaldt efter Ulrik Frederik Gyldenløve), men som i 1733 blev ombygget af Charlotte Amalie og opkaldt efter hende. Vinteren tilbragte hun som regel på Christiansborg Slot i København.
Hun var elsket af folket for sin godgørenhed. I sit testamente af 1. juli 1773 indsatte hun Christian 7. som sin universalarving, men bestemte dog at der forinden skulle afgives 100.000 rigsdaler til en af hende oprettet stiftelse, som udreder opdragelseshjælp til fattige pigebørn af alle stænder. Hendes ejendom Bådesgård på Lolland skulle, med en prioritetsgæld på 50.000 rigsdaler til fornævnte stiftelse, tilfalde hendes hofmester Eggert Christopher Linstow og efter hans død hans søn kammerherre Carl Adolph Linstow. Ligesom hendes svigerinde Dronning Sophie Magdalene i sin tid havde skænket sine juveler til Rosenborg, således ønskede Charlotte Amalie også, at hendes brillanter og rosensten altid skulle forblive ved kronen.
Hun døde ugift som 76-årig den 28. oktober 1782 i København og blev begravet i Roskilde Domkirke. De juveler hun havde testamenteret til kronen blev afgivet til Rosenborg i 1783.

## Hædersbevisninger
Hun var dekoreret med ordenen l'union parfaite.